# Хоржешть
Хоржешть (рум. Horjești) — село у Гинчештському районі Молдови. Входить до складу комуни, адміністративним центром якої є село Керпінень.

## Населення
За даними перепису населення 2004 року у селі проживали 956 осіб.
Національний склад населення села:
| Національність       | Кількість осіб | Відсоток   |
| -------------------- | -------------- | ---------- |
| молдавани румуни     | 923 4          | 96,5% 0,4% |
| українці             | 5              | 0,5%       |
| росіяни              | 5              | 0,5%       |
| болгари              | 1              | 0,1%       |
| інша / без відповіді | 18             | 1,9%       |
| Всього               | 956            | 100%       |